# Altenmarkt an der Alz
Altenmarkt an der Alz là một đô thị ở huyện Traunstein bang Bayern, Đức.